# Made (album de Scarface)
Pour les articles homonymes, voir Made.
Albums de Scarface
My Homies Part 2
(2006) Emeritus
(2008)
Singles
1. Girl You Know
Sortie : 2008

Made est le dixième album studio de Scarface, sorti le 4 décembre 2007.
L'album s'est classé 2e au Top R&B/Hip-Hop Albums et 17e au Billboard 200.

## Liste des titres
| No  | Titre                                                                                  | Contient un (des) sample(s) de                                                     | Durée |
| --- | -------------------------------------------------------------------------------------- | ---------------------------------------------------------------------------------- | ----- |
| 1.  | Intro (featuring J. Prince – Produit par Mike Dean)                                    |                                                                                    | 1:07  |
| 2.  | Never (Produit par N.O. Joe et Drumma Boy)                                             | Sara Smile de Ronnie Dyson Neva Eva de Trillville featuring Lil Jon et Lil Scrappy | 3:00  |
| 3.  | Big Dogg Status (featuring Wacko – Produit par N.O. Joe)                               |                                                                                    | 4:40  |
| 4.  | Girl You Know (Produit par Nottz)                                                      | 'Cause I Love You de Lenny Williams                                                | 4:14  |
| 5.  | Burn (featuring Z-Ro – Produit par N.O. Joe)                                           |                                                                                    | 3:53  |
| 6.  | Go (featuring Nina – Produit par One Drop Scott)                                       |                                                                                    | 3:39  |
| 7.  | Dollar (Produit par Tone Capone)                                                       |                                                                                    | 4:26  |
| 8.  | Boy Meets Girl (featuring Tanya Herron – Produit par N.O. Joe, John Bido et Mike Dean) |                                                                                    | 3:58  |
| 9.  | Who Do You Believe In (Produit par Enigma)                                             |                                                                                    | 4:46  |
| 10. | Git Out My Face (Produit par Enigma)                                                   |                                                                                    | 3:23  |
| 11. | Suicide Note (Produit par N.O. Joe et Mike Dean)                                       |                                                                                    | 4:08  |
| 12. | Outro (Produit par Mike Dean)                                                          |                                                                                    | 1:16  |

| 13. | 'B' Word (Produit par N.O. Joe)                                                     |                                   | 2:32 |
| 14. | Crack (Produit par N.O. Joe)                                                        | Pastime Paradise de Stevie Wonder | 4:18 |
| 15. | Big Dogg Status (Remix) (featuring Lil Wayne, T.I. et Wacko – Produit par N.O. Joe) |                                   | 5:06 |